# ОШ „Нестор Жучни” Лалић
ОШ „Нестор Жучни” једна је од основних школа у Оџацима. Налази се у улици Југословенској бр. 52 у месту Лалић. Носи име по српском песнику, новинару и војнику Проки Јовкићу, познатијем по свом надимку Нестор Жучни.

## Историјат
Лалић је двонационално село па се због тога настава у Основној школи „Нестор Жучни” изводи на српском и словачком језику. Од 1960. године се изводи у садашњој згради која садржи осам учионица, салу за физичко васпитање, просторију за рад на рачунарима, библиотеку, продужени боравак, помоћне просторије и летњу учионицу. Дан школе се обележава 14. октобра, на дан када је Лалић ослобођен после Другог светског рата.